# Vesicularia eurycladia
Vesicularia eurycladia är en bladmossart som först beskrevs av Bescherelle, och fick sitt nu gällande namn av Brotherus 1908. Vesicularia eurycladia ingår i släktet Vesicularia och familjen Hypnaceae. Inga underarter finns listade i Catalogue of Life.